# Grandala (soort)
De grandala (Grandala coelicolor) is een kleine zangvogel uit de familie van de lijsters (Turdidae). Het is een soort uit een monotypisch geslacht Grandala. De vogel komt voor in het Himalayagebied.

## Kenmerken
De grandala lijkt zittend erg op de blauwe rotslijster en vliegend op een spreeuw. De vogel is gemiddeld 23 cm lang. Het mannetje is fraai diep blauw met een donkere oorstreek en eveneens donkere vleugels en staart. Het vrouwtje heeft een bruin verenkleed met wat wit op de slagpennen, in vlucht zichtbaar als een vleugelstreep.

## Verspreiding en leefgebied
De vogel komt voor in Bhutan, Nepal, Noord-India, Zuid-China en Noord-Myanmar. Het is een vogel van rotsig berggebied met wat struikgewas en montaan bos tot op een hoogte van 1800 m boven de zeespiegel. Plaatselijk in het Himalayagebied is het een talrijk voorkomende vogel, in China is hij wat zeldzamer.

## Status
De grandala heeft een groot verspreidingsgebied en daardoor is de kans op uitsterven gering. De grootte van de populatie is niet gekwantificeerd en er is geen aanleiding te veronderstellen dat de soort in aantal achteruit gaat. Om deze redenen staat de grandala als niet bedreigd op de Rode Lijst van de IUCN.